# Miloš Nový (herec)
Miloš Nový (16. února 1879 Praha – 3. září 1932 Praha) byl český herec, režisér a divadelní ředitel.

## Život
Byl synem tajemníka a inspektora První české vzájemné pojišťovny, publicisty, herce a režiséra pražského ochotnického spolku Pokrok Antonína Karla Nového a strýcem herce a zpěváka Oldřicha Nového. Nedokončil gymnaziální studia, za účast v hnutí Omladiny mu bylo zakázáno studovat na rakouských středních školách.
V šestnácti letech začal hrát na ochotnických jevištích, vystupoval také v Divadle v Národním domě na Královských Vinohradech, herectví studoval soukromě u herce ND Josefa Šmahy. Následně prošel divadelními společnostmi Antonína Chlumského (herec, 1895), Jana Pištěka (herec, 1896; 1897–1898) a Vendelína Budila (herec, 1896–1897). V letech 1898–1900 byl herecky činný ve Švandově divadle na Smíchově a v Pištěkově aréně na Královských Vinohradech (1900–1902).
Jako herec a režisér umělecky dozrál pod vedením Vendelína Budila v Městském divadle v Plzni (1902–1914, od 1912 zde zastával také pozici šéfa činohry). Od roku 1914 se stal členem pražského Národního divadla (herec, režisér), kde působil do roku 1926, poté ještě v letech 1931–1932 (souběžně počátkem sezony 1921/1922 šéfrežisér Českého divadla Olomouc, od 1. 1. 1925 režisér SND Bratislava, počátkem sezony 1925/1926 ředitel pražského Divadélka Rokoko).
V období 1926–1930 byl ředitelem, šéfem činohry, režisérem, scénickým výtvarníkem většiny svých inscenací a hercem ostravského Národního divadla moravsko-slezského. Poté se nakrátko vrátil do pražského Národního divadla, ale brzy byl nucen odejít do penze kvůli ztrátě paměti. Zemřel ve všeobecné nemocnici na mrtvici ve věku 53 let. Pohřben byl v rodinné hrobce na Olšanských hřbitovech.
Patřil k výrazným divadelním osobnostem své doby, v plzeňské éře herecky vynikl v rolích klasického repertoáru, později se uplatnil především jako uznávaný představitel salónního oboru v konverzačních komediích a mondénních společenských hrách, které také v Plzni a v Praze nejčastěji režíroval. Během svého čtyřletého ostravského působení však mj. inscenoval také Shakespearovy hry (např. Othello, 1926; Hamlet, 1930), v nichž ztvárnil titulní role, Rostandova Cyrana z Bergeracu (rovněž titulní role, 1929), Ibsenovy Opory společnosti (1928), československou premiéru Říjnového dne německého dramatika Georga Kaisera (1928) a dvě opery (Smetanova Dalibora a Dědův odkaz V. Nováka, 1927).
Autorsky, režijně i herecky se podílel na tvorbě čtyř filmů, pro operetní soubor NDMS napsal libreto revue Od večera do rána (1927).

## Citát
| „             | Divadelní úspěchy Miloše Nového měly velký svůj podíl v krásném zevnějšku zmíněného herce; byla to opravdu velmi pěkná jevištní tvář i postava, jíž hlavně v dámské části publika získával mnoho přívrženců...Byl to rozený "klidný člověk". Nikdy ho nic nerozčilovalo. Krásně se šatil, blahosklonně se usmíval a k dámám, jak sám o sobě tvrdíval, byl vždy "chevalereskní". Na jevišti, zvláště v historických hrách, volíval vždy ty nejnádhernější kostymy, jež divadelní šatna chovala...Ubožáky a vyvržence raději nehrál, a nemohl-li se zakvíti v lesku, často úlohu odmítl. | “ |
| — Rudolf Deyl | |   |

## Divadelní role, výběr
- 1914 F. Schiller: Valdštejn, titulní role (j. h.), Národní divadlo (ND), režie Jaroslav Kvapil (od 1915 obsazen do role plukovníka Wrangela)
- 1914 E. Tréval: Tiberius, Claudius Tiberius Nero, ND, režie Jaroslav Kvapil
- 1915 A. Jirásek: Jan Žižka, Jan Švembera z Boskovic, Uherský hejtman, ND, režie Jaroslav Kvapil
- 1915 G. B. Shaw: Živnost paní Warrenové, George Crofts, ND, režie Karel Mušek
- 1916 G. B. Shaw: Androkles a lev, Ferrovius, ND, režie Karel Mušek
- 1916 F. A. Šubert: Žně, Vincenc Lebduška, ND, režie Karel Želenský
- 1917 J. Vrchlický: Pomsta Catullova, Cajus Valerius Cattulus, ND, režie Jaroslav Hurt
- 1917 G. B. Shaw: Caesar a Kleopatra, Lucio Septimius, ND, režie Karel Mušek
- 1918 Arnošt Dvořák: Král Václav IV., titulní role, ND, režie Karel Mušek, František Zavřel
- 1918 G. B. Shaw: Pygmalion, Profesor Higgins, ND, režie Karel Mušek
- 1919 W. Shakespeare: Kupec benátský, Bassanio, ND, režie Karel Mušek
- 1920 J. Vrchlický: Noc na Karlštejně, Karel IV., ND, režie Gustav Schmoranz
- 1920 N. V. Gogol: Revizor, Anton Antonovič Skvoznik Dmuchanovský, ND, režie Jurij Erastovič Ozarevskij
- 1921 W. Shakespeare: Coriolanus, Caius Marcius, ND, režie Karel Hugo Hilar
- 1921 O. Wilde: Ideální manžel, Lord Goring, ND, režie Miloš Nový
- 1922 F. X. Svoboda: Čekanky, Baron, Stavovské divadlo, režie Karel Želenský
- 1922 Arthur Wing Pinero: Druhá paní, Aubry Tanqueray, Stavovské divadlo, režie Miloš Nový
- 1923 Jan Voborník: Jeroným Pražský, Petr kardinál Alliacký, Stavovské divadlo, režie Vojta Novák
- 1923 O. Wilde: Bezvýznamná žena, Lord Illingworth, Stavovské divadlo, režie Miloš Nový
- 1924 W. Shakespeare: Jak se vám to líbí, Panující vévoda Frederick, Stavovské divadlo, režie Karel Hugo Hilar
- 1924 F. A. Šubert: Jan Výrava, Hrabě Roveredo-Lanzenfeld, ND, režie Miloš Nový
- 1925 Jacques Natanson: Klouček netykavka, Michal, Stavovské divadlo, režie Miloš Nový
- 1926 V. Dyk: Revoluční trilogie, Ludvík XV., ND, režie Vojta Novák
- 1926 F. Molnár: Gardový poručík, Herec (alternace Jaroslav Skála), NDMS Ostrava, režie Drahoš Želenský
- 1926 G. B. Shaw: Pygmalion, Profesor Higgins, NDMS Ostrava, režie Karel Prox
- 1926 W. Shakespeare: Othello, titulní role, NDMS Ostrava, režie Miloš Nový
- 1927 Henri Kistemaeckers: Plukovník Felt, titulní role, NDMS Ostrava, režie Miloš Nový
- 1927 J. Vrchlický: Noc na Karlštejně, Karel IV., NDMS Ostrava, režie Alexandr Kantor
- 1928 H. Ibsen: Opory společnosti, Konzul Bernick, NDMS Ostrava, režie Miloš Nový
- 1928 Georges Berr, Louis Verneuil: Z pekla štěstí, Baron Wurtz, NDMS Ostrava, režie František Paul
- 1928 W. Shakespeare: Sen noci svatojánské, Thesseus (alternace Jaroslav Skála), NDMS Ostrava, režie Miloš Nový
- 1929 R. Medek: Plukovník Švec, Generál, velitel I. divize, NDMS Ostrava, režie Jaroslav Skála
- 1930 W. Shakespeare: Hamlet, titulní role, NDMS Ostrava, režie Miloš Nový
- 1931 O. Wilde: Ideální manžel, Lord Goring (j. h.), Stavovské divadlo, režie Jiří Steimar

## Divadelní režie, výběr
- 1919 E. Bozděch: Světa pán v županu, Národní divadlo (ND)
- 1920 V. Dyk: Smuteční hostina, Stavovské divadlo
- 1921 O. Wilde: Ideální manžel, ND
- 1921 F. Zavřel: Dravec, Stavovské divadlo
- 1922 J. Hilbert: Podzim doktora Marka, ND
- 1922 W. Shakespeare: Komedie plná omylů, ND (spolurežisér Jaroslav Kvapil)
- 1923 J. J. Kolár: Pražský žid, ND
- 1923 George Moore: Gabrielin příchod, Stavovské divadlo
- 1924 G. B. Shaw: Pygmalion, ND
- 1924 John Hartley Manners: Peg mého srdce, Stavovské divadlo
- 1925 Régis Gignoux, Max Maurey, Alfred Savoir, Jacques Théry: Nezralé ovoce, Stavovské divadlo
- 1926 Robert de Fleurs, Gaston Arman de Caillavet: Papá, NDMS Ostrava
- 1926 O. Wilde: Ideální manžel, NDMS Ostrava
- 1926 Arnošt Dvořák: Král Václav IV., NDMS Ostrava
- 1927 V. Sardou: Cyprienna, NDMS Ostrava
- 1927 W. Shakespeare: Blažena a Beneš (Mnoho povyku pro nic), NDMS Ostrava
- 1927 B. Smetana: Dalibor, NDMS Ostrava
- 1927 V. Novák: Dědův odkaz, NDMS Ostrava
- 1928 Georg Kaiser: Říjnový den, NDMS Ostrava
- 1928 O. Wilde: Florentská tragédie, NDMS Ostrava
- 1928 G. B. Shaw: Živnost paní Warrenové, NDMS Ostrava
- 1929 O. Wilde: Bezvýznamná žena, NDMS Ostrava
- 1929 E. Rostand: Cyrano z Bergeracu, NDMS Ostrava
- 1929 S. Lom: Svatý Václav, NDMS Ostrava
- 1930 W. Shakespeare: Hamlet, NDMS Ostrava

## Filmografie
- 1918 Čaroděj (detektiv Torp)
- 1919 Papá (role nezjištěna, scénář, režie)
- 1919 Yorickova lebka (Loris Relský, scénář, režie)
- 1931 Aféra plukovníka Redla (generál Hötzendorf)